# Ligeia Mare

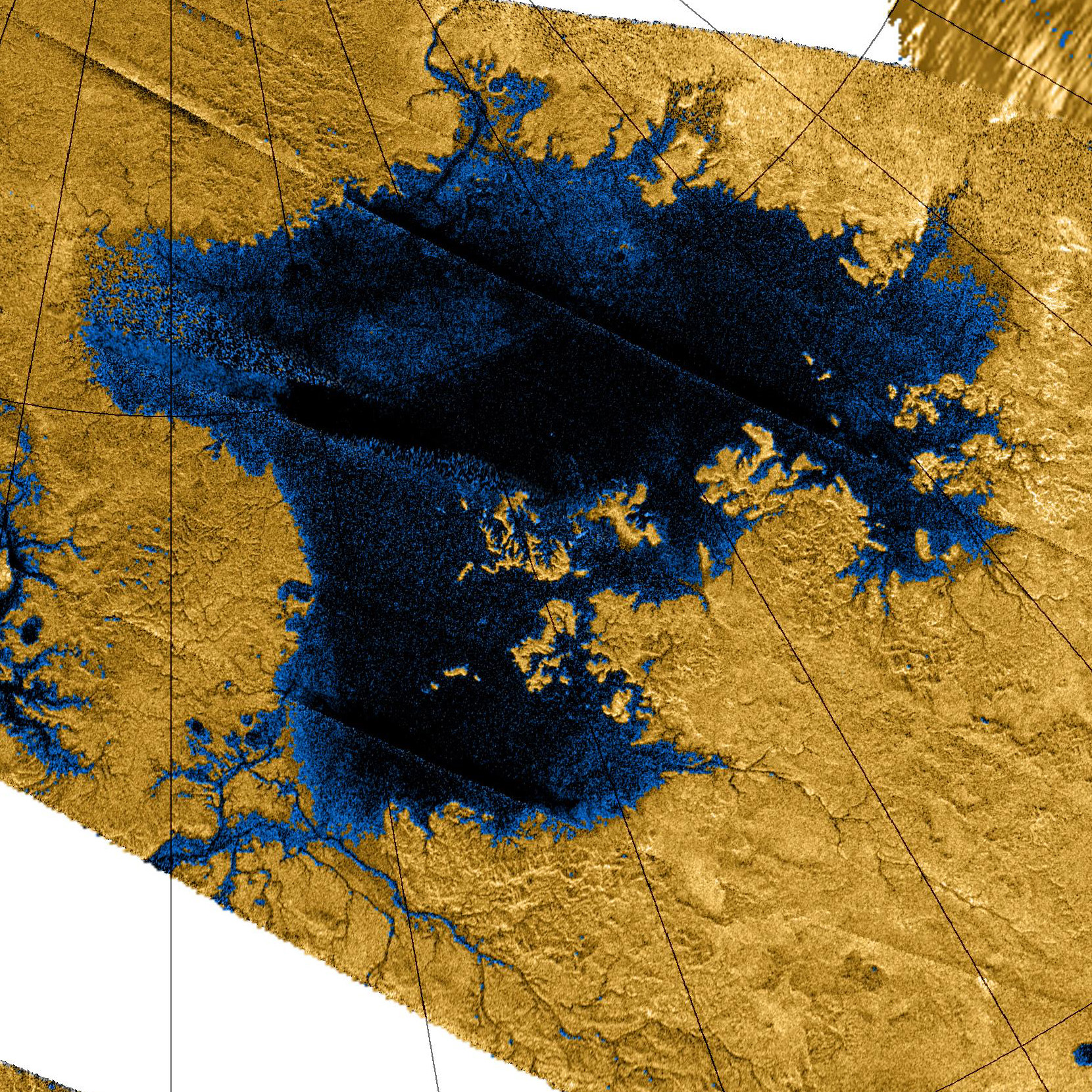
Mosaico em falsa cor de Ligeia Mare. Parte do Kraken Mare é visto no extremo esquerdo da imagem e Atitlán Lacus na parte inferior direita.

Ligeia Mare é um lago na região polar de Titã, o maior satélite natural de Saturno. É o 2º maior corpo líquido em Titã, a seguir de Kraken Mare. É maior que o Lago Superior na Terra e é composto por hidrocarbonatos líquidos (principalmente metano e etano).
Este lago, tal como o Kraken Mare é um dos locais escolhidos para a sonda "Titan Mare Explorer" aterrar.

## Galeria

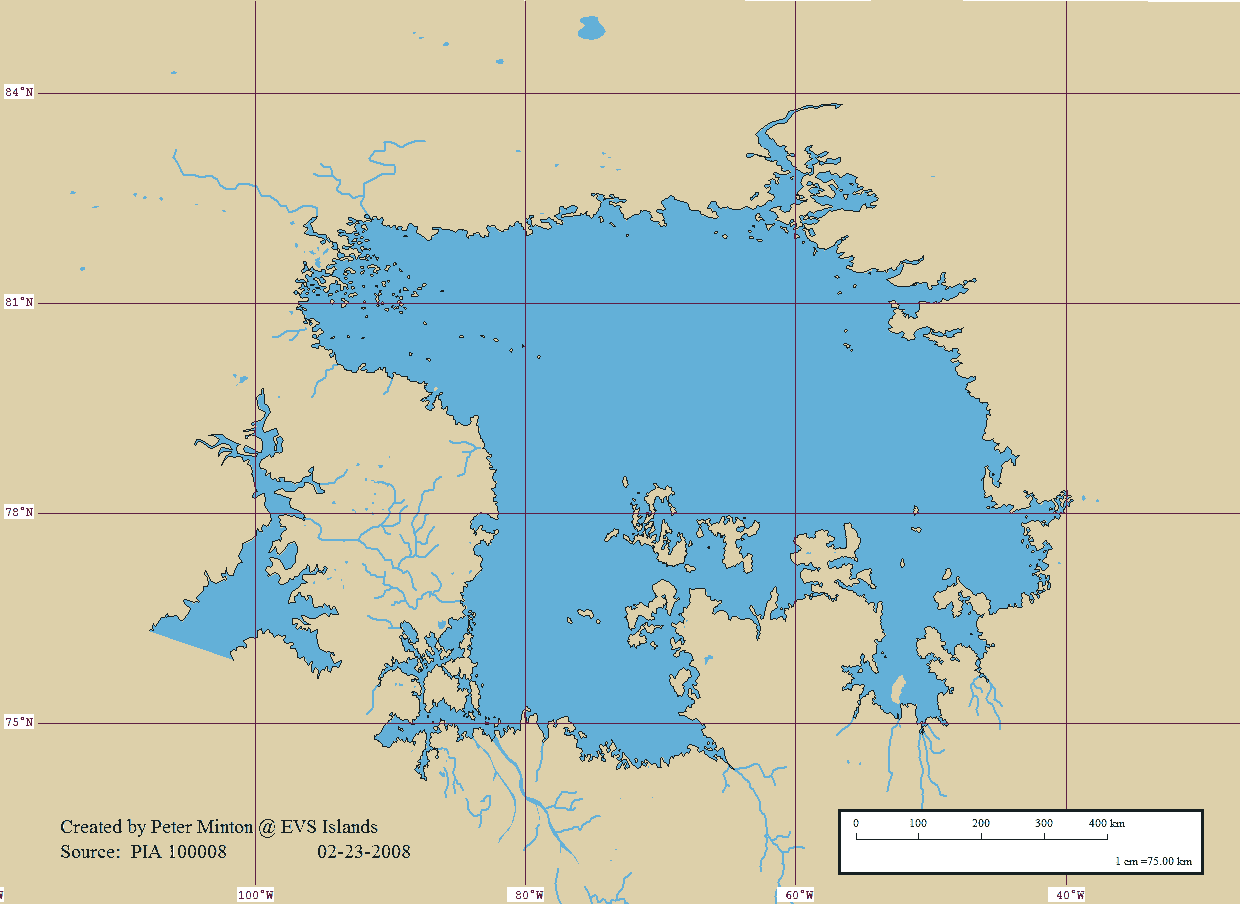
Mapa do lago Ligeia Mare feito por um cartógrafo amador.
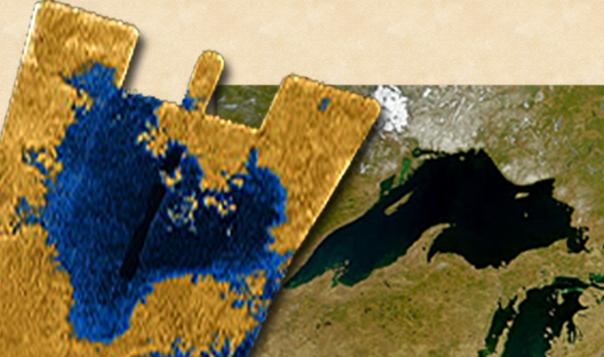
Comparação do lago Ligeia Mare em Titã com o Lago Superior na Terra.